# Tavan Bogd Uul
Tavan Bogd Uul är en bergskedja i Kina, Mongoliet och Ryssland. Högsta toppen är Chujten, 4 374 m ö.h. , som även är Mongoliets högsta punkt. Andra toppar är Nairamdal (4 180 m ö.h.), Bürged (4 068 m ö.h.), Malchin (4 050 m ö.h.) och Olgii (4 050 m ö.h.)
Knappt 1 km SSV om Nairamdal möts gränserna mellan Kina, Mongoliet och Ryssland.